# Under the Sea
«Under the Sea» (en español: «Bajo el mar») es una canción interpretada por el actor y cantante Samuel E. Wright.

## Información
La canción apareció en la película La sirenita, compuesta y producida por Alan Menken y Howard Ashman, influenciada por el estilo musical calipso del Caribe.
En la película, la canción es una petición del cangrejo Sebastián implorando a Ariel que permanezca en el mar y se resista a su deseo de ser humana, con el fin de pasar su vida con el Príncipe Eric, de quien está enamorada. Sebastián le advierte de las luchas de la vida humana, y al mismo tiempo, expone las ventajas de una vida sin preocupaciones bajo el agua.
En el doblaje español la canción es interpretada por Vicente Borland y en el hispanoamericano por Michael Cruz.

### Lista de canciones
USA Single (ST-ED-66621A-SP) (1990)
1. «Under the Sea» (Atlantic Ocean Single Mix) - 3:36
2. «Under the Sea» (Jellyfish Mix) - 5:20
3. «Under the Sea» (Mermaid Dub) - 3:27
4. «Under the Sea» (Pacific Ocean Single Mix) - 3:10
5. «Under the Sea» (Polka Dot Bikini Mix) - 5:33
6. «Under the Sea» (Sub Dub) - 3:46

CD Sencillo (2004).
1. «Under The Sea» - Doping Panda
2. «Part Of Your World» - Cubismo Grafico Five
3. «Kiss The Girl» - TGMX
4. «Under The Sea» - Your Song Is Good

## Posiciones
| Listas                           | Posición |
| -------------------------------- | -------- |
| U.S. Billboard Kid Digital Songs | 3        |

## Premios y nominaciones
- 1990: Premios Grammy - Mejor canción escrita específicamente para una película o televisión  - Ganó[4]

- 1990: Academy Awards - Premios Óscar - Nominada a la mejor canción - ""Ganó"". http://www.imdb.com/title/tt0097757/awards?ref_=tt_awd

## Versión de Raven-Symoné
«Under The Sea» más tarde fue grabado por la cantante estadounidense Raven-Symoné, lanzado como sencillo para promocionar el álbum compilatorio DisneyMania 3, lanzado en el 2005.

### Video musical
En el video musical oficial se puede ver a Raven-Symoné grabando la canción en el estudio de grabación y algunas escenas de un concierto donde canta Under The Sea.

### Posicionamiento
| Listas (2010)                 | Posición |
| ----------------------------- | -------- |
| iTunes USA Música Infantil    | 86       |
| iTunes Canadá Música Infantil | 15       |
| Listas (2011)                 | Posición |
| iTunes USA Música Infantil    | 84       |
| iTunes Canadá Música Infantil | 29       |
| iTunes México Música Infantil | 48       |
| iTunes Grecia Música Infantil | 71       |

### Versiones oficiales
- Under The Sea (Pop Version)
- Under The Sea (Reggae Remix)[11]
- DJ Skribble Megamix (Under the Sea/I Won't Say (I'm in love)) (con The Cheetah Girls & Lalaine)[11]

## Versión en japonés
El actor de voz Takuya Eguchi cantó la canción para el álbum Disney Koe no Ojisama, también existe otra versión, cuya es interpretada por Miyu Irino.